# Лей Института внешнего финансирования
Лей Институ́та вне́шнего финанси́рования (рум. leu) — денежные знаки, предназначавшиеся для выпуска в обращение на территории, включённой в 1941 году в состав Румынии.

## История
В 1941 году на оккупированных территориях Молдавской ССР и Украинской ССР были образованы губернаторства, включённые в состав Румынии: Бессарабия, Буковина, Транснистрия.
Румынское правительство длительное время не принимало решения о вводе румынской валюты на вновь приобретённых территориях, а немецкое командование начало выпуск оккупационной рейхсмарки. В обращении использовались советский рубль, оккупационная рейхсмарка и румынский лей, население предпочитало рубли и марки. Официальное соотношение было установлено: 1 рейхсмарка = 10 рублей = 60 леев.
В сентябре 1941 года был начат обмен рублей на рейхсмарки, однако вскоре обмен был приостановлен. После шести недель разбирательства между союзниками оккупационная рейхсмарка всё же была объявлена единственным законным средством, обмен возобновился, обменивалось до 1000 рублей. Использование лея в Транснистрии было запрещено, но на чёрном рынке он продолжал использоваться. Осенью 1942 года использование лея было разрешено, однако в конце того же года вновь запрещено.
В 1941 году было организовано специальное кредитное учреждение — Institutul de Finantare Externa (Infinex). В его обязанности входила эмиссия бумажных денег на территории между Днестром и Бугом. Были подготовлены к выпуску кредитные боны номиналом в 1, 6, 24, 120, 600 и 1200 леев. Необычные номиналы вызваны курсом: 6 леев = 10 рейхспфеннигов = 1 рубль. Боны по какой-то причине не были выпущены в обращение.
| Изображение | Номинал (леев) | Размеры (мм) | Основные цвета   | Описание          | Описание                                                            | Описание     |
| Изображение | Номинал (леев) | Размеры (мм) | Основные цвета   | Лицевая сторона   | Оборотная сторона                                                   | Водяной знак |
| ----------- | -------------- | ------------ | ---------------- | ----------------- | ------------------------------------------------------------------- | ------------ |
|             | 1              | 80×57        | н/д              | н/д               | н/д                                                                 | н/д          |
|             | 6              | 97×60        | н/д              | н/д               | н/д                                                                 | н/д          |
|             | 24             | 108×66       | коричневый       | н/д               | номинал числом и прописью, предупреждение о подделке                | н/д          |
|             | 120            | 135×80       | синий            | подсолнечник      | номинал числом и прописью, предупреждение о подделке                | н/д          |
|             | 600            | 145×87       | серо-зелёный     | придорожный крест | номинал числом и прописью, предупреждение о подделке                | н/д          |
|             | 1200           | 160×95       | коричневый серый | грозди винограда  | номинал числом и прописью, предупреждение о подделке, речной пейзаж | н/д          |